# شهرستان پیانگوان
شهرستان پیانگوان (به لاتین: Pianguan County) یک منطقهٔ مسکونی در چین است که در شینجو واقع شده‌است.